# Schülp
Schülp är en kommun och ort i Kreis Dithmarschen i förbundslandet Schleswig-Holstein i Tyskland.
Kommunen ingår i kommunalförbundet Amt Büsum-Wesselburen tillsammans med ytterligare 17 kommuner.